# Сівкова Ганна Віталіївна
Ганна Віталіївна Сівкова (рос. А́нна Вита́льевна Сивкова, нар. 12 квітня 1982, Москва, Росія) — російська
фехтувальниця на шпагах, олімпійська чемпіонка (2004 рік), триразова чемпіонка світу, чотириразова чемпіонка Європи.

## Виступи на Олімпіадах
| Олімпіада   | Дисципліна          | Місце |
| ----------- | ------------------- | ----- |
| Афіни 2004  | індивідуальна шпага | 19    |
| Афіни 2004  | командна шпага      | 1     |
| Лондон 2012 | індивідуальна шпага | 15    |
| Лондон 2012 | командна шпага      | 4     |